# Таврическое (Краснодарский край)
Таври́ческое — село в Кущёвском районе Краснодарского края. Входит в состав Среднечубуркского сельского поселения.

## География
Расположено в северной части Приазово-Кубанской равнины; в степной зоне, в верховьях реки Мокрая Чубурка в 7 км к югу от административного центра поселения — хутора Средние Чубурки.

## История
В 1963 году указом Президиума Верховного Совета РСФСР хутор Мокрая Чубурка переименован в село Таврическое.

## Население
| 2002 | 2010 |
| ---- | ---- |
| 48   | ↘28  |

## Улицы
В селе имеются две улицы: Приозерная и Юбилейная.